# Isabelle Aubret

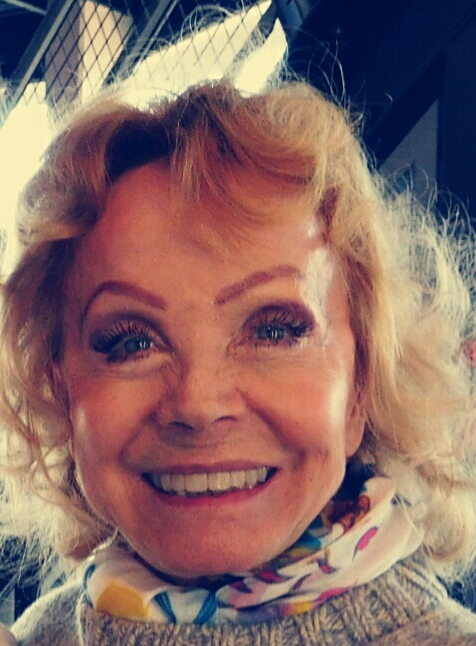
Isabelle Aubret (2017)

Isabelle Aubret (* 27. Juli 1938 in Lille; eigentlich Thérèse Coquerelle) ist eine französische Sängerin und ehemalige Turnerin. Sie vertrat Frankreich zweimal beim Grand Prix Eurovision de la Chanson (Eurovision Song Contest), 1962 gewann sie den Wettbewerb. 1952 erreichte sie bei den französischen Turnmeisterschaften den ersten Platz.

## Laufbahn

### Frühe Jahre

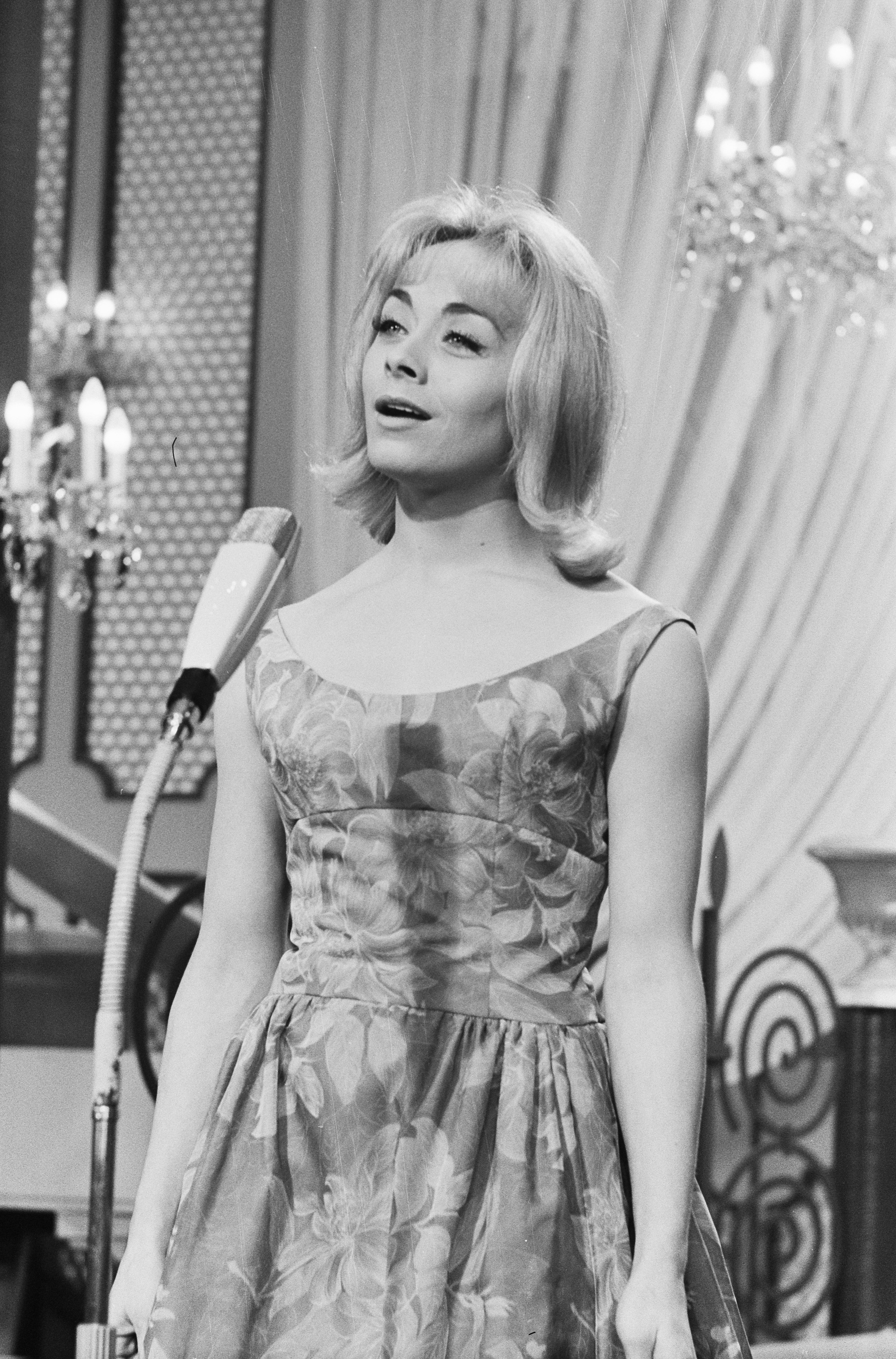
Isabelle Aubret beim Grand Prix Eurovision de la Chanson Européenne 1962

Isabelle Aubret nahm seit früher Jugend an Gesangswettbewerben teil. Entdeckt wurde sie in den 1950er Jahren vom Leiter eines Hörfunksenders in Lille, der ihr ihre ersten Bühnenauftritte verschaffte. Schließlich bekam sie Stellen als Sängerin in verschiedenen Ensembles und arbeitete zwei Jahre für ein Orchester in Le Havre. In den frühen 1960er Jahren verhalf ihr Bruno Coquatrix zu einem Vertrag mit dem Cabaret Fifty-Fifty im Pariser Stadtteil Pigalle, nachdem sie in seinem Theater, dem Olympia, einen Gesangswettbewerb gewonnen hatte.
Im Jahr 1961 traf Aubret den Künstleragenten Jacques Canetti und nahm ihre erste Single mit einer Coverversion des Chansons Nous les amoureux auf, das im selben Jahr, von Jean-Claude Pascal gesungen, den Grand Prix Eurovision de la Chanson (Eurovision Song Contest) für Luxemburg gewonnen hatte.

### Bekanntschaft mit Jacques Brel und Jean Ferrat
Im Jahr 1962 lernte Isabelle Aubret Jean Ferrat kennen, der für sie den Titel Deux enfants au soleil schrieb und sie einlud, bei seinen Tourneeauftritten im Vorprogramm zu singen. 1963 sollte sie auch im Vorprogramm von Jacques Brel im Olympia in Paris auftreten. Vom Regisseur Jacques Demy und dem Komponisten Michel Legrand wurde Aubret für eine Hauptrolle in dem Film Die Regenschirme von Cherbourg vorgesehen, doch sie erlitt einen schweren Autounfall und musste alle Tätigkeiten ruhen lassen. Nach ihrer Genesung übertrug ihr Jacques Brel die Rechte an dem Lied La Fanette, und 1964 schrieb Jean Ferrat für sie das Chanson C’est beau, la vie, das in Frankreich großen kommerziellen Erfolg hatte. Mehrere kleinere Hits folgten, bis sie 1968 zu einer Frankreich-Tournee aufbrach, die in mehr als 70 Städte führte.
Später nahm sie neben Liedern von Brel und Ferrat auch Langspielplatten mit Chansons der Liedermacherin Anne Sylvestre sowie mit Vertonungen von Gedichten von Louis Aragon auf.

### Internationale Auftritte
In den frühen 1970er Jahren war Aubret auf Tournee in Kanada, Algerien, Kuba und Polen. Auf ihrem Album Casa forte von 1971, dessen erste Seite vom Bossa Nova beeinflusst ist, übernahm sie zwei Lieder des Komponisten Edu Lobo sowie Stücke von Antônio Carlos Jobim und Luiz Bonfá. Schon zuvor hatte sie sich mehrmals dem brasilianischen Genre gewidmet. Auf der im Februar 1973 aufgenommenen Langspielplatte Les classiques de la chanson interpretierte sie bekannte Lieder von Ferrat, Brel, Serge Gainsbourg und Gilbert Bécaud. Außerdem nahm sie für dieses Album eine neue Version von Nous les amoureux und Un premier amour auf.
Im Jahr 1976 gewann Aubret den Preis für die beste Sängerin beim internationalen Musikfestival in Tokio und ist seitdem in Japan eine beliebte Künstlerin. Sie nahm weitere Alben auf und ging erneut auf Auslandstournee in die UdSSR, nach Deutschland, Finnland, Japan, Kanada und Marokko.
Ende 1981 brach sie sich beide Beine, während sie für eine jährliche Künstlergala eine Vorführung am Trapez einstudierte. Ihre Genesung dauerte zwei Jahre. Ab 1983 nahm sie wieder Alben und Singles auf und hatte damit guten Erfolg. 1986 ging sie erneut auf Tournee und veröffentlichte das sehr erfolgreiche Album Vague à l’homme, das ihr mehrere Preise einbrachte. 1989 gewann sie den Preis für die beste Interpretin bei einem Musikfestival in Berlin. 1992 überreichte ihr der französische Staatspräsident, François Mitterrand, den Orden der Ehrenlegion (Légion d'Honneur).

### Beim Grand Prix Eurovision de la Chanson (Eurovision Song Contest)
Isabelle Aubret nahm 1961 am französischen Vorentscheid zum Grand Prix Eurovision de la Chanson teil und erreichte mit dem Titel Le gars de n’importe où den dritten Platz. Im folgenden Jahr gewann sie den Vorentscheid und vertrat Frankreich beim Finale in Luxemburg, das sie mit dem Lied Un premier amour gewann. 1968 kehrte sie mit dem Chanson La source in den internationalen Grand-Prix-Wettbewerb zurück und erreichte den dritten Platz hinter Massiel und Cliff Richard. Beide Titel waren in Frankreich erfolgreich, wurden jedoch außerhalb des französischen Sprachraumes kaum zur Kenntnis genommen. La source erschien auch in deutscher Sprache.
Auch 1976 nahm Aubret am französischen Vorentscheid zum Grand Prix Eurovision teil, doch wurde sie im zweiten Halbfinale mit einer Komposition von Jean-Ferrat, Je te connais déjà, Vorletzte. Ihr letzter Versuch, Frankreich beim Grand Prix zu vertreten, endete 1983 mit dem Lied France, France auf dem dritten Platz im heimischen Vorentscheid. Der Sieger des Vorentscheids, Guy Bonnet, war 1968 einer der Komponisten ihres Chansons La source.

## Diskografie (Auswahl)
Alben
- 1962: Un premier amour
- 1966: Les Chansons françaises
- 1967: Isabelle Aubret
- 1968: La Source
- 1969: Isabelle Aubret
- 1970: C’est beau la vie
- 1973: Les Classiques de la chanson
- 1974: Isabelle Aubret
- 1975: La femme est l’avenir de l’homme
- 1975: Isabelle Aubret chante Jacques Brel
- 1976: Chansonnettes
- 1977: Isabelle Aubret chante Anne Sylvestre
- 1977: Berceuse pour une femme
- 1978: L’Amour Aragon
- 1979: Une vie
- 1981: Liberté
- 1981: Isabelle Aubret
- 1984: Le monde chante
- 1986: 1789 - Beyrouth
- 1987: Vague à l’homme
- 1988: Expression
- 1989: 1989
- 1990: Vivre en flèche
- 1990: Allez allez la vie
- 1990: Chansonnettes et chansons
- 1991: In love
- 1992: Coups de cœur
- 1992: Isabelle Aubret chante Aragon
- 1993: Isabelle Aubret chante Ferrat
- 1993: C’est le bonheur
- 1995: Elle vous aime
- 1995: Isabelle Aubret chante Brel
- 1997: Isabelle Aubret chante pour les petits et les grands
- 1997: Changer le monde
- 1999: Parisabelle
- 2001: Le Paradis des musiciens
- 2001: Bobino 2001
- 2002: Cosette et Jean Valjean
- 2005: Les Indispensables
- 2006: 2006